# 戸張琴子
戸張 琴子（とばり ことこ、9月15日 - ）は、日本の女性声優。熊本県出身。プロダクション・エース所属。

## 来歴
プロダクション・エース演技研究所出身。2019年より日本テレビ『世界一受けたい授業』に不定期でボイスオーバー出演している。
2021年4月、月刊ホビージャパンの読者参加企画『Cheer球部!』で川端華役の鈴木陽斗実（オフィスPAC）が病気療養のため降板したことにより配役を引き継ぎ、2022年3月まで声優ユニット「Qace」のメンバーとして活動した。

## 出演

### テレビアニメ
- 神達に拾われた男2（2023年、子供1）

### 吹き替え
- エセックスの蛇（2022年、看護師他）
- 悪魔城ドラキュラ -キャッスルヴァニア-: 月夜のノクターン（2023年、役柄不明）[2]

### その他
- 世界一受けたい授業（2019年 - 、ボイスオーバー）
- 御室ムスメ（2020年、大日高音[3]）
- Cheer球部!（2021年4月 - 2022年、川端華〈2代目〉）

## ディスコグラフィ

### キャラクターソング
| 発売日         | 商品名                                     | 歌      | 楽曲                                                 | 備考                 |
| -------------- | ------------------------------------------ | ------- | ---------------------------------------------------- | -------------------- |
| 2021年9月29日  | Power of Voice/輝きはここにある            | Qace    | 「Power of Voice」                                   | 『Cheer球部!』関連曲 |
| 2021年12月22日 | Cheer球部！ユニットミニアルバム            | Chiff♡n | 「きづいてLovin'you 〜いちごとチョコになりたくて〜」 | 『Cheer球部!』関連曲 |
| 2022年3月30日  | 薄紅のカノン/アーティスティック☆ドリーマー | Qace    | 「薄紅のカノン」                                     | 『Cheer球部!』関連曲 |

### ユニットメンバー
1. 1 2  援川千明（伊藤梨花子）、春原珠希（田中有紀）、水城アリサ（須藤叶希）、古村伊織（飯野美紗子）、川端華（戸張琴子）、長宮小町（神戸光歩）、真田歩（片平美那）、入野沢さくら（逢来りん）、山科ほたる（古川未央那）、瑞野磨子（藍本あみ）
2. ↑  川端華（戸張琴子）、春原珠希（田中有紀）、入野沢さくら（逢来りん）